# Даніель Фріберг
Даніель Фріберг (швед. Daniel Joel Friberg; нар. 10 серпня 1986 року, Мутала, Швеція) — шведський ковзаняр, що закінчив професійні виступи, призер чемпіонату світу з ковзанярського спорту на окремих дистанціях 2009 року. Учасник зимових Олімпійських ігор 2010 року.

## Життєпис
Даніель Фріберг народився в місті Мутала, лен Естерйотланд, Швеція. Професійно тренуватися розпочав з двенадцатирічного віку на базі клубу «Motala AIF», Мутала. Був змушений завершити кар'єру ковзаняра у 25 річному віці через травми спин та голови, які отримав восени 2010 року. Після цього почав займатися велоспортом.
15 березня 2009 року під час командної гонки на чемпіонаті світу з ковзанярського спорту на окремих дистанціях 2009 року (Ричмонд, Канада) був у складі шведської команди, що фінішувала другою з результатом результатом 3:45.73 (+4.47). Першість забігу дісталась голландським ковзанярам (3:41.26), а трете за командою з США (3:46.07 (+4.81)).
На зимових Олімпійських іграх 2010 року Фріберг був заявлений для участі в забігу на 1500 м та командній гонці. 20 лютого 2010 року на Олімпійському овалі Ричмонда він фінішував з результатом 1:49.13. В загальному заліку Даніель зайняв 25-е місце. 27 лютого 2010 року в командній гонці переслідування шведські ковзанярі фінішували першими в фіналі D з результатом 3:46.18. В загальному заліку вони зайняли 7-е місце.

### особисті досягнення
| забіг    | дата              | результат | місце               |
| -------- | ----------------- | --------- | ------------------- |
| 500 м    | 18 березня 2009   | 36,10     | Калгарі, Канада     |
| 1000 м   | 11 листопада 2007 | 1.11,42   | Солт-Лейк-Сіті, США |
| 1500 м   | 19 березня 2009   | 1.44,97   | Калгарі, Канада     |
| 3000 м   | 18 березня 2009   | 3.45,74   | Калгарі, Канада     |
| 5000 м   | 4 лютого 2007     | 6.44,10   | Турин, Італія       |
| 10 000 м | 2 грудня 2007     | 14.25,72  | Коломна, Росія      |